# Campestigma
Campestigma là chi thực vật có hoa trong họ Apocynaceae.

## Các loài
- Campestigma purpurea Pierre ex Costantin, 1912 - Kiền tím. Phân bố: Đông Dương.